# Kaempferia
Genre
Kaempferia est un genre de plantes monocotylédones de la famille des Zingiberaceae, de la sous-famille des Zingiberoideae, originaire de l'Asie du Sud, qui comprend une cinquantaine d'espèces acceptées. Ce sont des plantes herbacées, vivace par leur rhizomes. L'espèce la plus connue est le galanga camphré ou faux galanga (Kaempferia galanga), qui est souvent utilisé comme épice en Asie du Sud-Est.

## Taxinomie
Ce genre fut mentionné pour la première fois en 1753 par Carl von Linné dans son ouvrage Species plantarum (page 3), qui dédia son nom à Engelbert Kaempfer (Kaempf.) (1651-1716), médecin allemand et grand voyageur en Extrême-Orient.

### Synonymes
Selon BioLib (12 février 2022) : 
- Monolophus Wall.
- Tritophus T. Lestib.
- Zerumbet Garsault

### Liste d'espèces
Selon World Checklist of Selected Plant Families (WCSP) (20 oct. 2011) :
- Kaempferia albiflora Jenjitt. & Ruchis.  (2020)
- Kaempferia alboviolacea Ridl.  (1921)
- Kaempferia angustifolia Roscoe, (1807)
- Kaempferia attapeuensis Picheans. & Koonterm  (2009)
- Kaempferia aurora Noppornch. & Jenjitt.  (2020)
- Kaempferia caespitosa Noppornch. & Jenjitt.  (2020)
- Kaempferia champasakensis Picheans. & Koonterm (2008)
- Kaempferia chayanii Koonterm (2008)
- Kaempferia cuneata Gagnep.  (1905)
- Kaempferia elegans Wall. (1830)
- Kaempferia evansii Blatt.  (1930 publ. 1931)
- Kaempferia fallax Gagnep.  (1903)
- Kaempferia filifolia K.Larsen  (1962)
- Kaempferia fissa Gagnep.  (1903)
- Kaempferia galanga L. (1753)
- Kaempferia gigantiphylla Picheans. & Koonterm (2009)
- Kaempferia gilbertii W.Bull  (1882)
- Kaempferia glauca Ridl.  (1899).
- Kaempferia graminifolia Noppornch. & Jenjitt.  (2018)
- Kaempferia grandifolia Saensouk & Jenjitt.  (2001)
- Kaempferia harmandiana Gagnep.  (1907).
- Kaempferia kamolwaniae Picheans.  (2020)
- Kaempferia koontermii Prasarn  (2015)
- Kaempferia koratensis Picheans.  (2011)
- Kaempferia laotica Gagnep.  (1907)
- Kaempferia larsenii Sirirugsa  (1989)
- Kaempferia lopburiensis Picheans.  (2010)
- Kaempferia maculifolia Boonma & Saensouk (2020)
- Kaempferia mahasarakhamensis Saensouk & P.Saensouk  (2019)
- Kaempferia nemoralis Insis.  (2020).
- Kaempferia noctiflora Noppornch. & Jenjitt.  (2017)
- Kaempferia ovalifolia Roxb.  (1820).
- Kaempferia parviflora Wall. ex Baker (1890)
- Kaempferia pascuorum Insis., (2020)
- Kaempferia philippinensis Merr.  (1915)
- Kaempferia phuphanensis Saensouk & P.Saensouk  (2019)
- Kaempferia picheansoonthonii Wongsuwan & Phokham (2013)
- Kaempferia pulchra Ridl. (1899)
- Kaempferia purpurea J.Koenig  (1783)
- Kaempferia roscoeana Wall.  (1829)
- Kaempferia rotunda L., (1753), nom. cons.
- Kaempferia saraburiensis Picheans.  (2011)
- Kaempferia sawanensis Picheans. & Koonterm  (2009)
- Kaempferia siamensis Sirirugsa,  (1989)
- Kaempferia simaoensis Y.Y.Qian  (1995)
- Kaempferia sisaketensis Picheans. & Koonterm (2009)
- Kaempferia spoliata Sirirugsa  (1989)
- Kaempferia takensis Boonma & Saensouk  (2020)
- Kaempferia udonensis Picheans. & Phokham  (2013)
- Kaempferia undulata Teijsm. & Binn.  (1853)
- Kaempferia xiengkhouangensis Picheans. & Phokham  (2013)

### Espèces aux noms synonymes, obsolètes et leurs taxons de référence
Selon World Checklist of Selected Plant Families (WCSP) (12 sept 2011) :